# 昭和市電通り

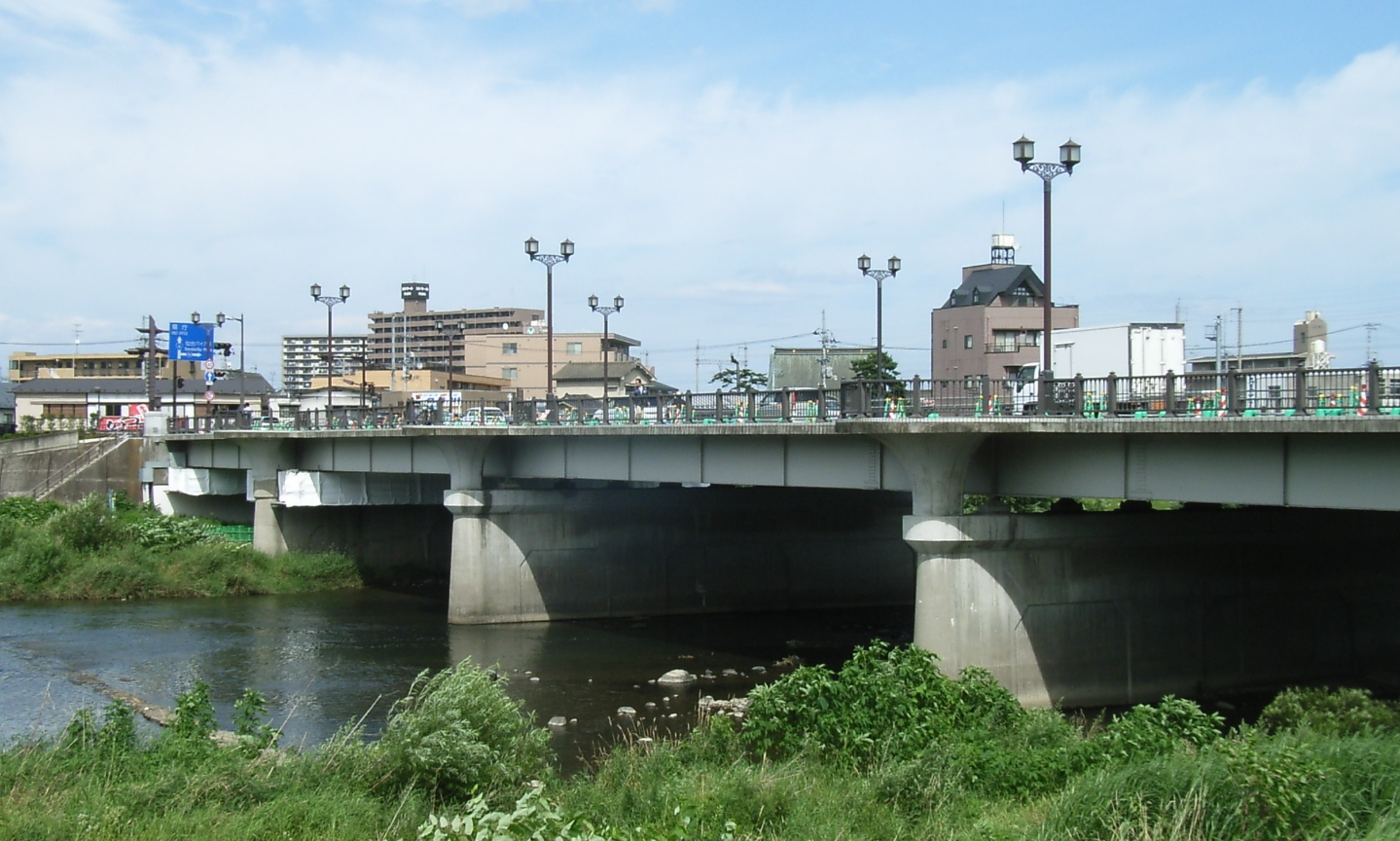
広瀬橋（昭和市電通り南端）

昭和市電通り（しょうわしでんどおり）は、日本の宮城県仙台市若林区および太白区にある道路である。若林区土樋一丁目から太白区長町一丁目までの約1.8 kmを結び、ほとんどの区間が若林区内に存在する。仙台市の道路愛称路線の1つ（No.30）であり、公募により2013年（平成25年）に命名された。愛称は、1976年（昭和51年）まで運行していた仙台市電長町線に由来する。

## 概要
仙台市電長町線の建設に先立ち、広瀬川に沿うように建設された直線道路である。江戸時代より仙台城下と長町宿を結んでいた奥州街道は、南町の南端から広瀬橋に至るまでクランクが連続していたため、長町線を直線的に敷設するために本道路が新設・拡張された。市電は1976年（昭和51年）に廃止されたが、仙台市地下鉄南北線の約1.4 kmの区間および愛宕橋駅・河原町駅が本道路の地下に建設され、1987年（昭和62年）に開業した。
かつて国道4号（盲腸線）に指定されていたが、2008年（平成20年）の路線変更によりされ県道・市道に降格した。このため、市民から「旧4号」とも呼称される。

### 路線データ
- 市道若林1157号土樋藤塚（その1）線（全線）
  - 起点：愛宕大橋交差点（若林区土樋104番地の6先）[5]
  - 終点：河原町2丁目交差点（若林区河原町二丁目5番1号先）[5]
  - 延長：1,575.9 m[6]
- 宮城県道54号井土長町線（一部）
  - 区間：河原町2丁目交差点 - 広瀬橋交差点（太白区長町一丁目119番1号先）[5]
  - 長さ：約180 m
- 全線が片側2車線の4車線

## 沿革
- 1932年（昭和7年）11月26日 -  仙台市電長町線の第二期軌道建設工事に着手。
- 1933年（昭和8年）
  - 2月12日 - 荒町 - 愛宕橋（0.3 km）開通。
  - 7月5日 - 愛宕橋 - 誓願寺通（0.2 km）開通。
  - 12月14日 - 誓願寺通 - 舟丁（0.4 km）開通。
- 1934年（昭和9年）12月2日 - 舟丁 - 河原町（0.6 km）開通。
- 1935年（昭和10年）8月21日 - 河原町 - 新河原町（0.2 km）開通。
- 1936年（昭和11年）
  - 1月16日 - 新河原町 - 長町北町（0.3 km）開通。
  - 12月11日 - 長町線が全線開通。
- 1976年（昭和51年）4月1日 - 仙台市電全線廃止、代替バス「グリーンバス」運行開始。
- 1987年（昭和62年）7月15日 - 仙台市地下鉄南北線開業。愛宕橋駅および河原町駅も開業。
- 2002年（平成14年） - 仙台開府四百年記念事業「歴史的町名等活用推進事業」により、本道路の一部区間を「土樋通り」と命名。
- 2008年（平成20年）4月1日 - 国道4号の路線変更に伴い、本道路の指定が国道から県道および市道に変更。
- 2013年（平成25年）7月 - 公募により、愛宕大橋交差点 - 広瀬橋交差点の区間の愛称が「昭和市電通り」に決定[2]。
- 2023年（令和5年）2月23日 - 市道宮沢根白石線 約1 kmの区間が開通。舟丁交差点で本道路と接続[7]。

## 交差する道路
| 交差する道路                             | 交差する道路                             | 交差点            | 路線番号                          | 道路愛称     | その他       |
| 南・西方向                               | 北・東方向                               | 交差点            | 路線番号                          | 道路愛称     | その他       |
| ---------------------------------------- | ---------------------------------------- | ----------------- | --------------------------------- | ------------ | ------------ |
|                                          | 市道青葉1313号土樋線＜土樋通り＞         |                   |                                   |              |              |
| 国道286号＜愛宕上杉通＞                  | 国道286号＜愛宕上杉通＞                  | 愛宕大橋交差点    | 市道若林1157線土樋藤塚（その1）線 | 昭和市電通り | ＜土樋通り＞ |
| 市道若林64号愛宕橋線＜姉歯横丁＞         | 市道若林63号姉歯横丁線＜姉歯横丁＞       |                   | 市道若林1157線土樋藤塚（その1）線 | 昭和市電通り | ＜土樋通り＞ |
| 市道若林69号土樋5号線                    |                                          |                   | 市道若林1157線土樋藤塚（その1）線 | 昭和市電通り | ＜土樋通り＞ |
|                                          | 市道若林65号土樋1号線＜土樋通り＞        |                   | 市道若林1157線土樋藤塚（その1）線 | 昭和市電通り | ＜土樋通り＞ |
| 市道若林67号土樋3号線                    | 市道若林66号土樋2号線                    |                   | 市道若林1157線土樋藤塚（その1）線 | 昭和市電通り |              |
| 市道若林68号土樋4号線                    |                                          |                   | 市道若林1157線土樋藤塚（その1）線 | 昭和市電通り |              |
| 市道若林71号土樋石名坂線                 | 市道若林65号土樋1号線                    |                   | 市道若林1157線土樋藤塚（その1）線 | 昭和市電通り |              |
| 市道若林71号土樋石名坂線                 |                                          |                   | 市道若林1157線土樋藤塚（その1）線 | 昭和市電通り |              |
| 市道若林75号石名坂堰場1号線              | 市道若林80号石名坂線                     |                   | 市道若林1157線土樋藤塚（その1）線 | 昭和市電通り |              |
| 市道若林74号石名坂堰場線                 | 市道若林104号舟丁南染師町線              |                   | 市道若林1157線土樋藤塚（その1）線 | 昭和市電通り |              |
| 七郷堀                                   | 七郷堀                                   | 蔵前橋            | 市道若林1157線土樋藤塚（その1）線 | 昭和市電通り |              |
| 市道若林1676号南小泉茂庭（その2）線      | 市道若林1675号宮沢根白石（その8）線      | 舟丁交差点        | 市道若林1157線土樋藤塚（その1）線 | 昭和市電通り |              |
| 市道若林78号舟丁2号線                    |                                          |                   | 市道若林1157線土樋藤塚（その1）線 | 昭和市電通り |              |
| 市道若林76号宮沢橋線                     | 市道若林96号南小泉河原町線               | 河原町交差点      | 市道若林1157線土樋藤塚（その1）線 | 昭和市電通り |              |
|                                          | 市道若林82号河原町南鍛冶町線＜奥州街道＞ |                   | 市道若林1157線土樋藤塚（その1）線 | 昭和市電通り | ＜奥州街道＞ |
|                                          | 市道若林162号河原町古城丁線＜奥州街道＞  |                   | 市道若林1157線土樋藤塚（その1）線 | 昭和市電通り | ＜奥州街道＞ |
|                                          |                                          |                   | 市道若林1157線土樋藤塚（その1）線 | 昭和市電通り |              |
|                                          | 市道若林92号河原町南線＜奥州街道＞       |                   | 市道若林1157線土樋藤塚（その1）線 | 昭和市電通り | ＜奥州街道＞ |
| 市道若林83号河原町一丁目1号線            | 市道若林84号河原町一丁目2号線            |                   | 市道若林1157線土樋藤塚（その1）線 | 昭和市電通り | ＜奥州街道＞ |
|                                          | 市道若林91号河原町東裏丁線               |                   | 市道若林1157線土樋藤塚（その1）線 | 昭和市電通り | ＜奥州街道＞ |
|                                          | 宮城県道54号井土長町線                   | 河原町2丁目交差点 | 宮城県道54号井土長町線            | 昭和市電通り | ＜奥州街道＞ |
|                                          | 市道若林86号広瀬橋下線                   |                   | 宮城県道54号井土長町線            | 昭和市電通り | ＜奥州街道＞ |
| 広瀬川                                   | 広瀬川                                   | 広瀬橋            | 宮城県道54号井土長町線            | 昭和市電通り | ＜奥州街道＞ |
| 宮城県道273号仙台名取線＜広瀬河畔通＞    | 宮城県道273号仙台名取線＜広瀬河畔通＞    | 広瀬橋交差点      | 宮城県道54号井土長町線            | 昭和市電通り | ＜奥州街道＞ |
| 市道太白2309号河原町長町南線＜奥州街道＞ |                                          |                   |                                   |              |              |

## 交通規制
全日本大学女子駅伝対校選手権大会で交通規制が実施される。2022年（令和4年）の第40回大会までは昭和市電通り全線（下り車線のみ）が交通規制が実施されたが、市道宮沢根白石線の開通に伴いコースが変更され、2023年（令和5年）の第41回大会以降は舟丁交差点 - 広瀬通交差点の区間（下り車線のみ）で交通規制が実施されている。

## 沿道

### 建物や施設など
- 進学プラザグループ教育本部
- プレスアート本社
- 仙台シティエフエム本社（RADIO3スタジオ）
- 北沢産業仙台支店
- 広済堂ビジネスサポート仙台オフィス
- 七十七銀行
  - 荒町支店兼八木山支店（仮店舗）
  - 河原町支店
- 仙南信用金庫愛宕橋支店

- 仙台市急患センター（仙台市医師会館）
- 若林警察署河原町交番
- 五橋地域包括支援センター
- ENEOS Dr.Driveセルフ石垣町店
- 東北電力ネットワーク土樋変電所
- ツインタワー広瀬川春圃
- 河原町商店街
- 広瀬川宮沢緑地
- 広瀬橋の櫻

### 交通
- ■ 仙台市地下鉄南北線
  - 愛宕橋駅（N12） - 河原町駅（N13）
  - 愛宕橋駅自転車等駐輪場
  - 河原町駅第一自転車等駐輪場
  - 河原町駅第一自転車等駐輪場

- 仙台市営バス・宮城交通
  - 愛宕橋駅 - 石垣町 - 舟丁 - 河原町駅南口　バス停